# Dichiarazione di Francoforte
La Dichiarazione di Francoforte (in tedesco Erklärung von Frankfurt am Main) è il nome generale che si riferisce all'insieme dei principi intitolato Obiettivi e compiti del socialismo democratico (Ziele und Aufgaben des demokratischen Sozialismus), emanato il 3 luglio 1951 dall'Internazionale socialista a Francoforte, nell'allora Germania Ovest. La Dichiarazione condannava il capitalismo per aver anteposto i "diritti di proprietà ai diritti dell'uomo", consentendo la disuguaglianza economica, e per il suo sostegno storico all'imperialismo e al fascismo.
In essa viene dichiarato che il capitalismo ha coinciso con "crisi devastanti e disoccupazione di massa", mentre viene elogiato lo sviluppo dello stato sociale come una sfida al capitalismo. In essa inoltre viene dichiarata un'opposizione al comunismo bolscevico e che il socialismo era un movimento internazionale di natura plurale che richiedeva approcci diversi in circostanze diverse; tuttavia, la stessa affermava che il vero socialismo poteva essere raggiunto solo attraverso la democrazia. Secondo la Dichiarazione, gli obiettivi economici del socialismo includono la piena occupazione, lo stato sociale e il raggiungimento della proprietà pubblica attraverso una varietà di mezzi, tra cui la nazionalizzazione, la creazione di cooperative per contrastare l'impresa privata capitalista e/o garantire i diritti per i sindacati.
La Dichiarazione affermava che la pianificazione economica e sociale non doveva necessariamente essere realizzata in forma centralizzata, ma poteva anche essere realizzata in forme decentralizzate. La Dichiarazione denunciava che tutte le forme di discriminazione, sia economiche, legali o politiche, dovevano essere abolite, inclusa la discriminazione contro le donne, le razze, le regioni e altri gruppi sociali; la Dichiarazione denunciava inoltre tutte le forme di colonialismo e imperialismo. 
La Dichiarazione di Francoforte è stata aggiornata al XVIII Congresso dell'Internazionale socialista, tenutosi a Stoccolma nel giugno 1989.